# Mistrzostwa Świata w Lekkoatletyce 1983 – bieg na 100 m kobiet

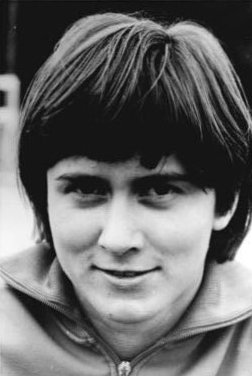
Mistrzyni świata Marlies Göhr

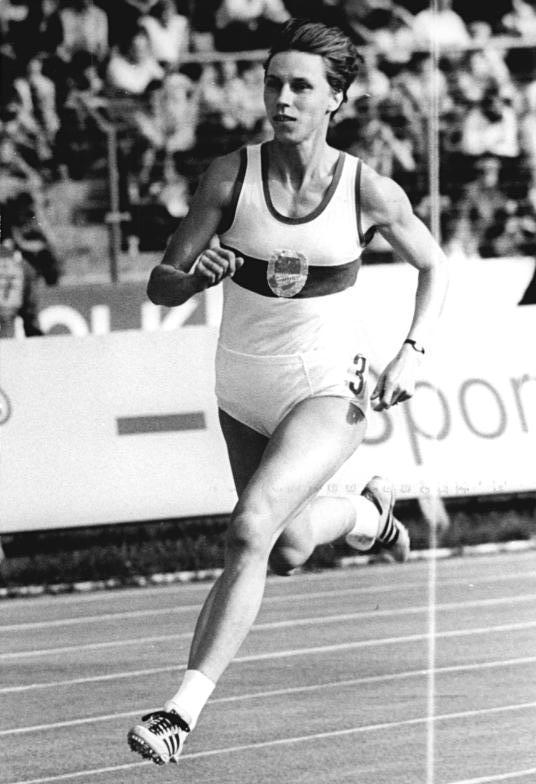
Wicemistrzyni świata Marita Koch

Bieg na 100 metrów kobiet – jedna z konkurencji biegowych rozgrywanych podczas lekkoatletycznych mistrzostw świata w 1983 na Stadionie Olimpijskim w Helsinkach.

## Terminarz
| Data       |              |
| ---------- | ------------ |
| 7 sierpnia | Eliminacje   |
| 7 sierpnia | Ćwierćfinały |
| 8 sierpnia | Półfinały    |
| 8 sierpnia | Finał        |

## Rekordy
|               | Zawodniczka    | Wynik | Miejsce          | Data              |
| ------------- | -------------- | ----- | ---------------- | ----------------- |
| Rekord świata | Evelyn Ashford | 10,79 | Colorado Springs | 3 lipca 1983(dts) |

## Wyniki

### Eliminacje
Rozegrano 7 biegów eliminacyjnych. Z każdego biegu trzy najlepsze zawodniczki automatycznie awansowały do ćwierćfinałów (Q). Skład ćwierćfinalistek uzupełniło jedenaście najszybszych sprinterek spoza pierwszej trójki ze wszystkich biegów eliminacyjnych (q).

### Bieg 1
| Poz. | Imię i nazwisko    | Narodowość                 | Wynik | Uwagi |
| ---- | ------------------ | -------------------------- | ----- | ----- |
| 1    | Olga Antonowa      | ZSRR                       | 11,26 | Q     |
| 2    | Marlies Göhr       | NRD                        | 11,34 | Q     |
| 3    | Esmeralda Garcia   | Brazylia                   | 11,57 | Q     |
| 4    | Leleith Hodges     | Jamajka                    | 11,58 | q     |
| 5    | Radislava Šoborová | Czechosłowacja             | 11,80 | q     |
| 6    | Mary Mensah        | Ghana                      | 12,26 |       |
| 7    | Rose Phillips-King | Brytyjskie Wyspy Dziewicze | 12,87 |       |

### Bieg 2
| Poz. | Imię i nazwisko   | Narodowość | Wynik | Uwagi |
| ---- | ----------------- | ---------- | ----- | ----- |
| 1    | Marita Koch       | NRD        | 11,24 | Q     |
| 2    | Angela Bailey     | Kanada     | 11,31 | Q     |
| 3    | Rose-Aimée Bacoul | Francja    | 11,38 | Q     |
| 4    | Dorthe Rasmussen  | Dania      | 11,42 | q     |
| 5    | Monika Hirsch     | RFN        | 11,73 | q     |
| 6    | Félicite Bada     | Benin      | 13,15 |       |
| –    | Mesode Ruth Enang | Kamerun    | DNS   |       |

### Bieg 3
| Poz. | Imię i nazwisko    | Narodowość        | Wynik | Uwagi |
| ---- | ------------------ | ----------------- | ----- | ----- |
| 1    | Diane Williams     | Stany Zjednoczone | 11,23 | Q     |
| 2    | Helinä Marjamaa    | Finlandia         | 11,47 | Q     |
| 3    | Beverley Callender | Wielka Brytania   | 11,65 | Q     |
| 4    | Rufina Ubah        | Nigeria           | 11,67 | q     |
| 5    | Esther Hope        | Trynidad i Tobago | 12,19 |       |
| 6    | June Caddle        | Barbados          | 12,03 |       |
| 7    | Judith Nimpaye     | Burundi           | 14,65 |       |

### Bieg 4
| Poz. | Imię i nazwisko | Narodowość        | Wynik | Uwagi |
| ---- | --------------- | ----------------- | ----- | ----- |
| 1    | Evelyn Ashford  | Stany Zjednoczone | 11,15 | Q     |
| 2    | Marina Romanowa | ZSRR              | 11,54 | Q     |
| 3    | Pauline Davis   | Bahamy            | 11,56 | Q     |
| 4    | Els Vader       | Holandia          | 11,58 | q     |
| 5    | Lena Möller     | Szwecja           | 11,62 | q     |
| 6    | Amie Ndow       | Gambia            | 12,63 |       |
| –    | Semra Aksu      | Turcja            | DNS   |       |

### Bieg 5
| Poz. | Imię i nazwisko      | Narodowość       | Wynik | Uwagi |
| ---- | -------------------- | ---------------- | ----- | ----- |
| 1    | Merlene Ottey        | Jamajka          | 11,30 | Q     |
| 2    | Anelija Nunewa       | Bułgaria         | 11,43 | Q     |
| 3    | Heather Oakes        | Wielka Brytania  | 11,60 | Q     |
| 4    | Marie-France Loval   | Francja          | 11,71 | q     |
| 5    | Walapa Tangjitsusorn | Tajlandia        | 12,26 |       |
| 6    | Mo Myong-hee         | Korea Południowa | 12,26 |       |
| 7    | Marisol Garcia       | Nikaragua        | 12,99 |       |

### Bieg 6
| Poz. | Imię i nazwisko   | Narodowość          | Wynik | Uwagi |
| ---- | ----------------- | ------------------- | ----- | ----- |
| 1    | Angella Taylor    | Kanada              | 11,45 | Q     |
| 2    | Shirley Thomas    | Wielka Brytania     | 11,54 | Q     |
| 3    | Nadeżda Georgiewa | Bułgaria            | 11,58 | Q     |
| 4    | Ruperta Charles   | Antigua i Barbuda   | 12,18 |       |
| 5    | Evelyne Farrell   | Antyle Holenderskie | 12,19 |       |
| 6    | Carmela Bolivár   | Peru                | 12,31 |       |
| 7    | Pushpa Bhatta     | Nepal               | 13,89 |       |

### Bieg 7
| Poz. | Imię i nazwisko | Narodowość        | Wynik   | Uwagi |
| ---- | --------------- | ----------------- | ------- | ----- |
| 1    | Alice Brown     | Stany Zjednoczone | 11,26 w | Q     |
| 2    | Silke Gladisch  | NRD               | 11,28 w | Q     |
| 3    | Laurence Bily   | Francja           | 11,53 w | Q     |
| 4    | Juliet Cuthbert | Jamajka           | 11,58 w | q     |
| 5    | Lydia de Vega   | Filipiny          | 11,64 w | q     |
| 6    | Shen Shu-foog   | Chińskie Tajpej   | 11,85 w | q     |
| 7    | Koumba Kante    | Gwinea            | 13,37   |       |

### Ćwierćfinały
Rozegrano 4 biegi ćwierćfinałowe. Z każdego biegu 4 najlepsze zawodniczki awansowały do półfinałów (Q).

### Bieg 1
| Poz. | Imię i nazwisko    | Narodowość        | Wynik | Uwagi |
| ---- | ------------------ | ----------------- | ----- | ----- |
| 1    | Anelija Nunewa     | Bułgaria          | 11,20 | Q     |
| 2    | Angella Taylor     | Kanada            | 11,24 | Q     |
| 3    | Alice Brown        | Stany Zjednoczone | 11,30 | Q     |
| 4    | Olga Antonowa      | ZSRR              | 11,32 | Q     |
| 5    | Els Vader          | Holandia          | 11,56 |       |
| 6    | Leleith Hodges     | Jamajka           | 11,63 |       |
| 7    | Marie-France Loval | Francja           | 11,79 |       |
| 8    | Monika Hirsch      | RFN               | 11,91 |       |

### Bieg 2
| Poz. | Imię i nazwisko    | Narodowość      | Wynik | Uwagi |
| ---- | ------------------ | --------------- | ----- | ----- |
| 1    | Marita Koch        | NRD             | 11,25 | Q     |
| 2    | Merlene Ottey      | Jamajka         | 11,33 | Q     |
| 3    | Helinä Marjamaa    | Finlandia       | 11,34 | Q     |
| 4    | Nadeżda Georgiewa  | Bułgaria        | 11,43 | Q     |
| 5    | Beverley Callender | Wielka Brytania | 11,48 |       |
| 6    | Esmeralda Garcia   | Brazylia        | 11,64 |       |
| 7    | Dorthe Rasmussen   | Dania           | 11,69 |       |
| 8    | Lydia de Vega      | Filipiny        | 11,90 |       |

### Bieg 3
| Poz. | Imię i nazwisko    | Narodowość        | Wynik | Uwagi |
| ---- | ------------------ | ----------------- | ----- | ----- |
| 1    | Diane Williams     | Stany Zjednoczone | 11,25 | Q     |
| 2    | Silke Gladisch     | NRD               | 11,36 | Q     |
| 3    | Rose-Aimée Bacoul  | Francja           | 11,42 | Q     |
| 4    | Shirley Thomas     | Wielka Brytania   | 11,48 | Q     |
| 5    | Rufina Ubah        | Nigeria           | 11,60 |       |
| 6    | Pauline Davis      | Bahamy            | 11,62 |       |
| 7    | Juliet Cuthbert    | Jamajka           | 11,67 |       |
| 8    | Radislava Šoborová | Czechosłowacja    | 11,90 |       |

### Bieg 4
| Poz. | Imię i nazwisko | Narodowość        | Wynik | Uwagi |
| ---- | --------------- | ----------------- | ----- | ----- |
| 1    | Evelyn Ashford  | Stany Zjednoczone | 11,11 | Q     |
| 2    | Marlies Göhr    | NRD               | 11,16 | Q     |
| 3    | Angela Bailey   | Kanada            | 11,36 | Q     |
| 4    | Heather Oakes   | Wielka Brytania   | 11,57 | Q     |
| 5    | Marina Romanowa | ZSRR              | 11,61 |       |
| 6    | Lena Möller     | Szwecja           | 11,75 |       |
| 7    | Laurence Bily   | Francja           | 11,76 |       |
| 8    | Shen Shu-foog   | Chińskie Tajpej   | 12,17 |       |

### Półfinały
Rozegrano 2 biegi półfinałowe. Z każdego biegu 4 najlepsze zawodniczki awansowały do finału (Q).

### Bieg 1
| Poz. | Imię i nazwisko | Narodowość        | Wynik | Uwagi |
| ---- | --------------- | ----------------- | ----- | ----- |
| 1    | Marlies Göhr    | NRD               | 11,05 | Q     |
| 2    | Angela Bailey   | Kanada            | 11,18 | Q     |
| 3    | Diane Williams  | Stany Zjednoczone | 11,21 | Q     |
| 4    | Helinä Marjamaa | Finlandia         | 11,29 | Q     |
| 5    | Silke Gladisch  | NRD               | 11,30 |       |
| 6    | Anelija Nunewa  | Bułgaria          | 11,31 |       |
| 7    | Alice Brown     | Stany Zjednoczone | 11,33 |       |
| 8    | Shirley Thomas  | Wielka Brytania   | 11,53 |       |

### Bieg 2
| Poz. | Imię i nazwisko   | Narodowość        | Wynik | Uwagi |
| ---- | ----------------- | ----------------- | ----- | ----- |
| 1    | Evelyn Ashford    | Stany Zjednoczone | 10,99 | Q     |
| 2    | Marita Koch       | NRD               | 11,08 | Q     |
| 3    | Angella Taylor    | Kanada            | 11,22 | Q     |
| 4    | Merlene Ottey     | Jamajka           | 11,26 | Q     |
| 5    | Olga Antonowa     | ZSRR              | 11,30 |       |
| 6    | Nadeżda Georgiewa | Bułgaria          | 11,36 |       |
| 7    | Heather Oakes     | Wielka Brytania   | 11,50 |       |
| 8    | Rose-Aimée Bacoul | Francja           | 11,59 |       |

### Finał
| Poz. | Imię i nazwisko | Narodowość        | Wynik |
| ---- | --------------- | ----------------- | ----- |
| 1    | Marlies Göhr    | NRD               | 10,97 |
| 2    | Marita Koch     | NRD               | 11,02 |
| 3    | Diane Williams  | Stany Zjednoczone | 11,06 |
| 4    | Merlene Ottey   | Jamajka           | 11,19 |
| 5    | Angela Bailey   | Kanada            | 11,20 |
| 6    | Helinä Marjamaa | Finlandia         | 11,24 |
| 7    | Angella Taylor  | Kanada            | 11,30 |
| –    | Evelyn Ashford  | Stany Zjednoczone | DNF   |